# Armament antitancs
L'armament antitancs és qualsevol arma, o varietat d'armament (com un canó, una mina terrestre o un míssil) destinat a ser usada contra un tanc, un altre tipus de vehicle blindat de combat o similars.

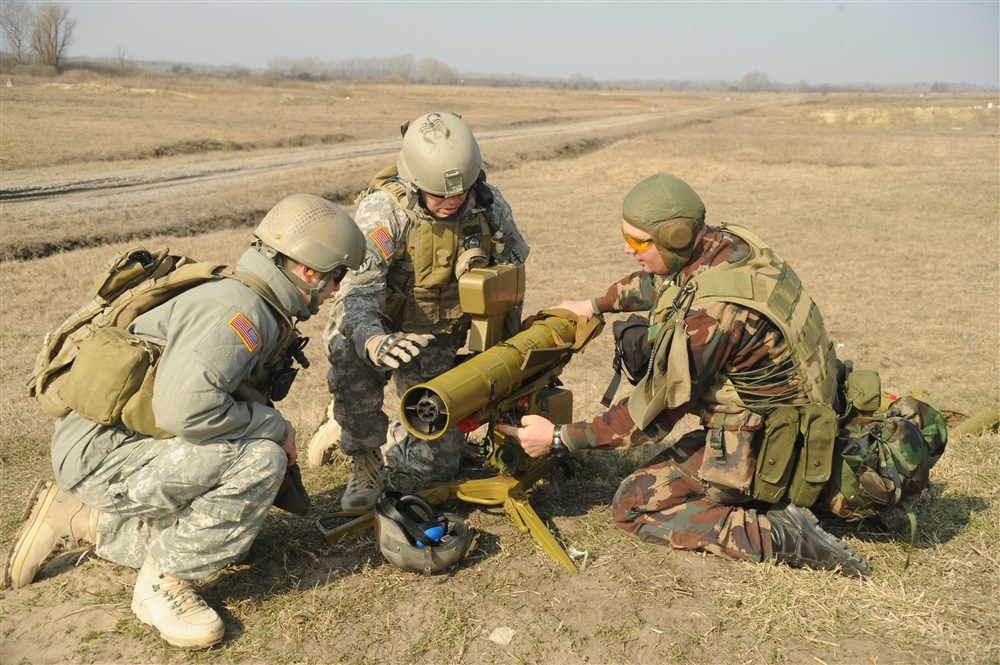
Un soldat hongarès dona instruccions a soldats estatunidencs sobre com usar un llançamíssils antitanc.

Durant la Primera Guerra Mundial es van emprar tant les mines, l'artilleria estàndard com altres tipus de projectils per destruir tancs. A la Segona Guerra Mundial els canons antitancs havien estat ja desenvolupats, sent disparats sovint amb municions especials com els projectils de càrrega buida, que exploten a l'impacte i tenen una gran força penetrant.
Diversos armes van ser desenvolupats míssils, mines, fusells tot i gossos antitancs i altres dispositius llançacoets, com el bazuca, s'han utilitzat també amb la mateixa finalitat en qualsevol tipus de conflicte armat.